# John Stevens Cabot Abbott
John Stevens Cabot Abbott, född 19 september 1805 i Brunswick i Massachusetts (i nuvarande Maine), död 17 juni 1877 i Fair Haven i New Haven i Connecticut, var en amerikansk historiker och pedagogisk skriftställare, bror till Jacob Abbott.
Abbott, som var präst, skrev bland annat The mother at home ("Modershemmet", 1839) och The child at home ("Barndomshemmet", 1839) samt flera fristående historiska arbeten, däribland en panegyriserande History of Napoleon Bonaparte (1856).